# 桨蝉虾属
桨蝉虾属（学名：Remiarctus）是蝉虾科下的一个属。本属由Holthuis于2002年设立，仅有双斑桨蝉虾（Remiarctus bertholdii）一种。

## 下属物种
本属包括以下物种：
- 双斑桨蝉虾 Remiarctus bertholdii (Paul'son, 1875)